# Isabelle Morneau
Pour les articles homonymes, voir Morneau.
Isabelle Morneau (née le 18 avril 1976 à Greenfield Park au Québec) est une ancienne joueuse dans l'Équipe du Canada de soccer féminin. Elle évolue au poste de défenseure. C'est une joueuse  qui a surmonté de nombreuses blessures tout au long de sa carrière.

## Carrière

### Club
Morneau a joué son soccer amateur avec le Sélect Rive sud, avec l'équipe du cegep Édouard-Mondpetit (élue meilleure joueuse de la ligue de soccer intérieur en 1994) , puis à l'Université du Nebraska (1996-1999). Elle est l'une des joueurs (masculins et féminins) les plus décorés de la ligue universitaire américaine NCAA.  Elle a été honorée par des distinctions All-American, des All-Conference, et des All-Academic player  . Sa performance comme défenseure a conduit l'équipe de soccer féminin de l'Université du Nebraska dans ses meilleurs tournois au sein de la NCAA. Morneau est diplômée  en psychologie et a reçu une bourse de la Big 12 Conference  pour des études supérieures.
En club, Morneau a évolué professionnellement pour le Fury d'Ottawa (2003), pour Montréal Xtreme (2004), et pour les Comètes de Laval         (2006-2007) , trois clubs de la W-League. Isabelle Morneau est avec Amy Walsh la première joueuse à avoir signé avec les Comètes de Laval en mars 2006. Après un arrêt de quatre mois à la suite d’une commotion cérébrale, Morneau se retire de la compétition en 2007.
Maintenant elle réside à Longueuil, au Québec et elle travaille comme physiothérapeute auprès des jeunes athlètes. En 2011 pour la  Coupe du monde féminine, elle écrit une chronique sportive sur le site web de Radio-Canada .

### Sélection
Morneau a été un membre de l'équipe nationale du Canada de 1995 à 2006. Elle a joué plus de 75 matches internationaux pour son pays, ce qui comprend trois Coupes du monde,,.

## Honneurs et distinctions

### Sélection
- Participante à la Coupe du monde de football féminin : 1995, 1999  et 2003.

### Personnel
- NSCAA Second-Team All-American (1998, 1999)
- First-Team All-Big 12 Conference (1996, 1997, 1998, 1999)
- NSCAA First-Team All-Central Region (1996, 1998, 1999)
- Big 12 Conference All-Tournament Team (1998, 1999)
- Big 12 Tournament Defensive MVP (1998)
- Big 12 Conference Postgraduate Scholar (2000)
- First-Team Academic All-Big 12 Conference (1997, 1998, 1999)